# 特奥多尔·汤姆森
特奥多尔·汤姆森（德語：Theodor Thomsen，1904年3月20日—1982年5月14日），德国男子帆船运动员。他曾代表德国、德国联队参加1936年、1952年和1956年夏季奥林匹克运动会帆船比赛，其中1952年奥运会获得一枚铜牌。